# Psycho (1998)

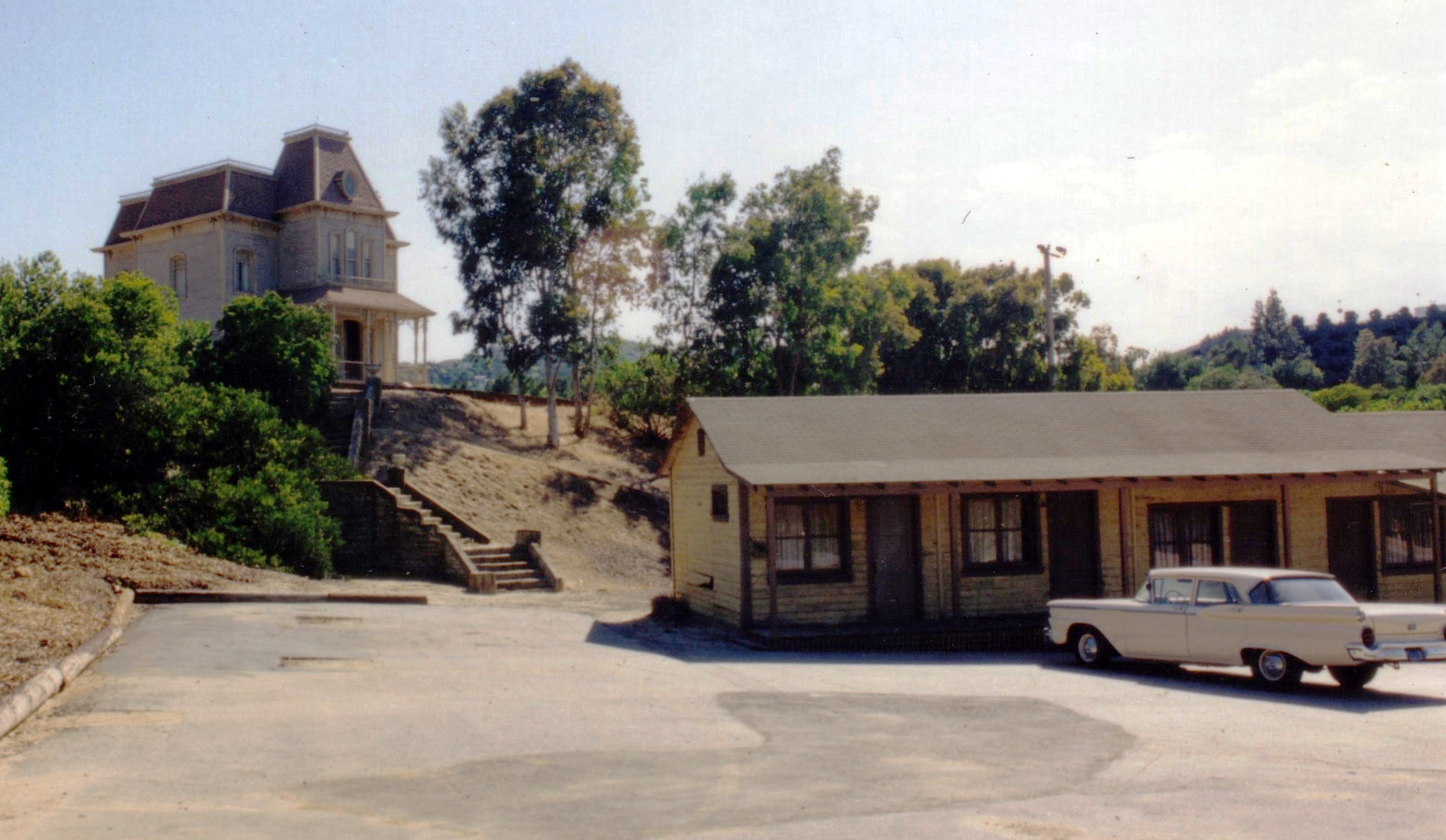
Set do Bates Motel situado no Universal Studios Hollywood, Califórnia.

Psycho é um filme americano de 1998 dirigido por Gus Van Sant. Trata-se de uma refilmagem do filme clássico de Alfred Hitchcock.

## Sinopse
Marion Crane (Heche) dá um desfalque de 400 mil dólares na imobiliária onde trabalha. Aproveitando-se de ser uma sexta-feira, Marion foge sem rumo pelas estradas levando consigo o dinheiro, acreditando que a fraude só será descoberta na segunda-feira. Ao dirigir por uma reta escura, e sob forte chuva, Marion Crane vai parar no Bates Motel, onde conhece o proprietário Norman Bates (Vaughn), com quem conversa sobre pássaros, problemas da vida e de sua relação conflituosa com a mãe (que vive na casa atrás do motel). 
Marion se arrepende da encrenca em que se colocara, e pensa em resolver tudo na semana seguinte. Ela vai pro seu quarto, e resolve tomar um banho. No chuveiro, Marion Crane é brutalmente assassinada. Dias depois Lila (irmã de Marion - Julianne Moore) e Sam (namorado de Marion - Viggo Mortensen) procuram por Marion, e tentam desvendar o mistério de seu desaparecimento.

## Elenco
- Vince Vaughn .... Norman Bates
- Julianne Moore .... Lila Crane
- Viggo Mortensen .... Sam
- William H. Macy .... detetive Arbogast
- Anne Heche .... Marion Crane
- Rita Wilson .... colega de Marion na imobiliária

## Recepção
No site agregador de críticas Rotten Tomatoes, 37% das 76 resenhas dos críticos são positivas. O consenso diz que a "refilmagem inútil de Van Sant não melhora ou ilumina o original de Hitchcock."

## Prêmio
Framboesa de Ouro
Por sua atuação como Marion Crane, Anne Heche ganhou o Framboesa de Ouro.